# لورنزو پکیا
لورنزو پکیا (انگلیسی: Lorenzo Pecchia؛ زادهٔ ۲۴ فوریهٔ ۲۰۰۲) بازیکن فوتبال است.